# فرانك هندرسون (سياسي أمريكي)
فرانك هندرسون (بالإنجليزية: Frank Henderson)‏ هو قاضي ومحامي وسياسي أمريكي، ولد في 7 أبريل 1928، وتوفي في 28 ديسمبر 2012.